# جوزدر (زرآباد)
جوزدر، روستایی در دهستان تنبلان بخش کاروان شهرستان زرآباد در استان سیستان و بلوچستان ایران است.از جمله آثار تاریخی این روستا میتوان به دمبی ها اشاره کرد

## جمعیت
بر پایه سرشماری عمومی نفوس و مسکن در سال ۱۳۹۵، جمعیت این روستا برابر با ۳۷۸ نفر (۱۰۱ خانوار) بوده‌است.